# 草河街道
草河街道，是中华人民共和国辽宁省丹东市凤城市下辖的一个乡镇级行政单位。

## 名称由来
草河之名可见明朝《明实录》、《院落志》等史籍，因位于草河与爱河汇合处而得名。清朝形成聚落，称草河沿。1937年“满洲国”设立草河村，首次用草河作行政制名称。

## 政区沿革
1937年“满洲国”设立草河村。1938年设草河村（乡镇级建制）辖10个屯。
1945年10月中共设草河区辖10个村。
1946年10月国民革命军占领凤城，设草河乡，改村为保，辖10保。
1947年6月国民革命军撤出，中共恢复草河区辖11个村
1950年10月改设草河区为第二区，驻地康家堡。
1952年合并成立第五区，驻地大堡。
1956年2月并区设区乡，辖6个小乡。
1961年7月设立人民公社，驻地顾家堡，辖8个队。
1983年9月撤销人民公社，改设草河乡。
1984年12月撤销草河乡改设草河满族乡。
1994年11月撤销草河乡设立草河街道办事处，为凤城市人民政府派出机关。
2003年10月撤销上堡、下堡、秋岭3个村合并设立爱河村至今。

## 自然地理

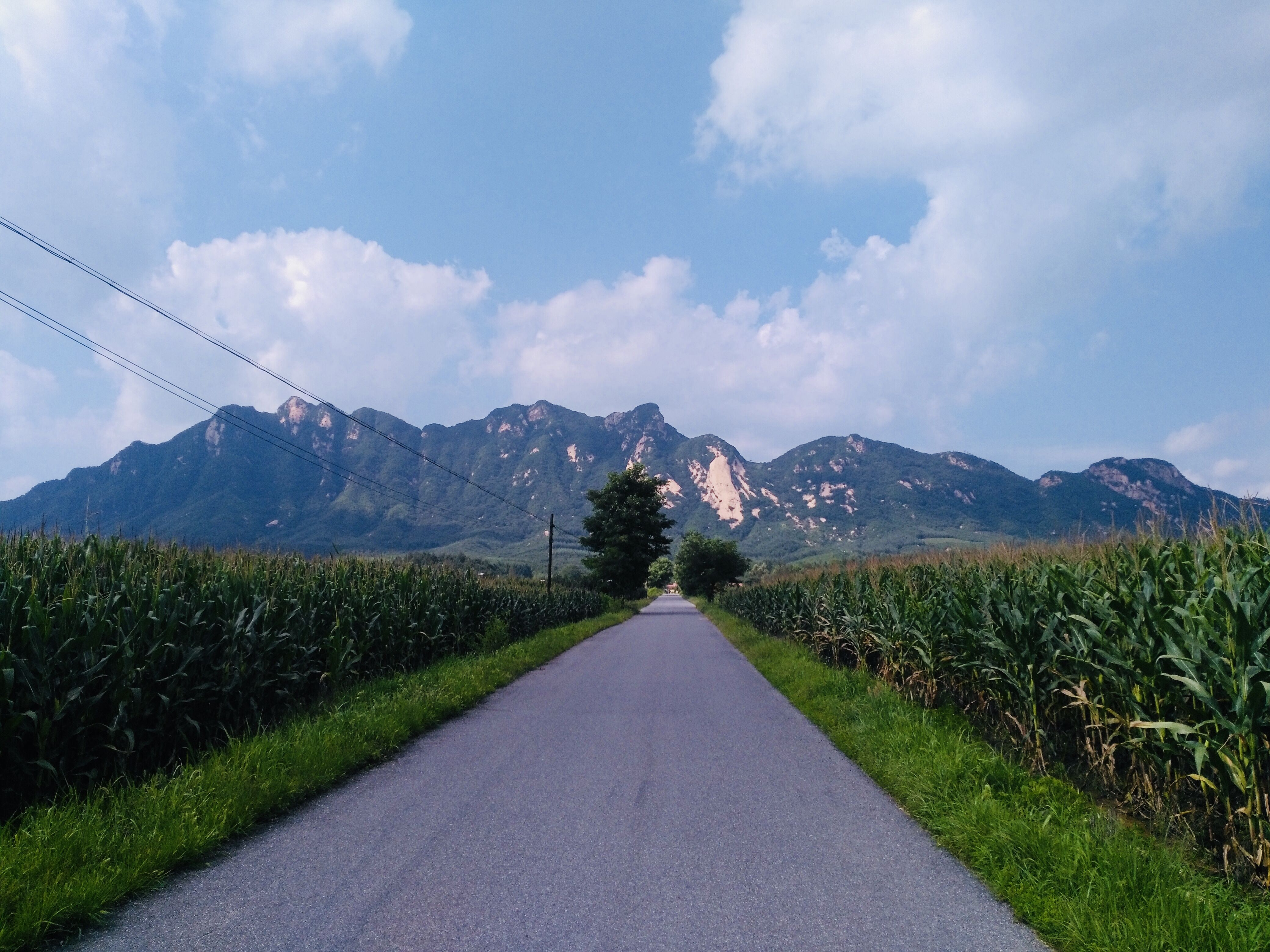
位于辖区北部的老黑山是草河街道地势最高点

草河街道位于草河与爱河汇合处，地势较平坦，由北向南略有倾斜。
境内有主要河流草河、爱河，属鸭绿江水系二级支流。辖区北部老黑山海拔589.4m，为境内第一高峰。沿河两岸土质肥沃，水资源丰富。
草河街道年平均气温7.7℃，年均降水量900-100mm，无霜期145-157天，灾害性天气有暴雨、干旱、大风、冰雹、寒潮等。

## 人口面积
截至2013年，草河街道辖区内总户数5646户，总人口17892人。其中农业人口16586人，非农业人口1306人。民族主要有满族、汉族、朝鲜族、蒙古族、锡伯族等。
草河街道总面积105.9平方公里，南北长15.3公里，东西宽14公里。

## 名胜古迹

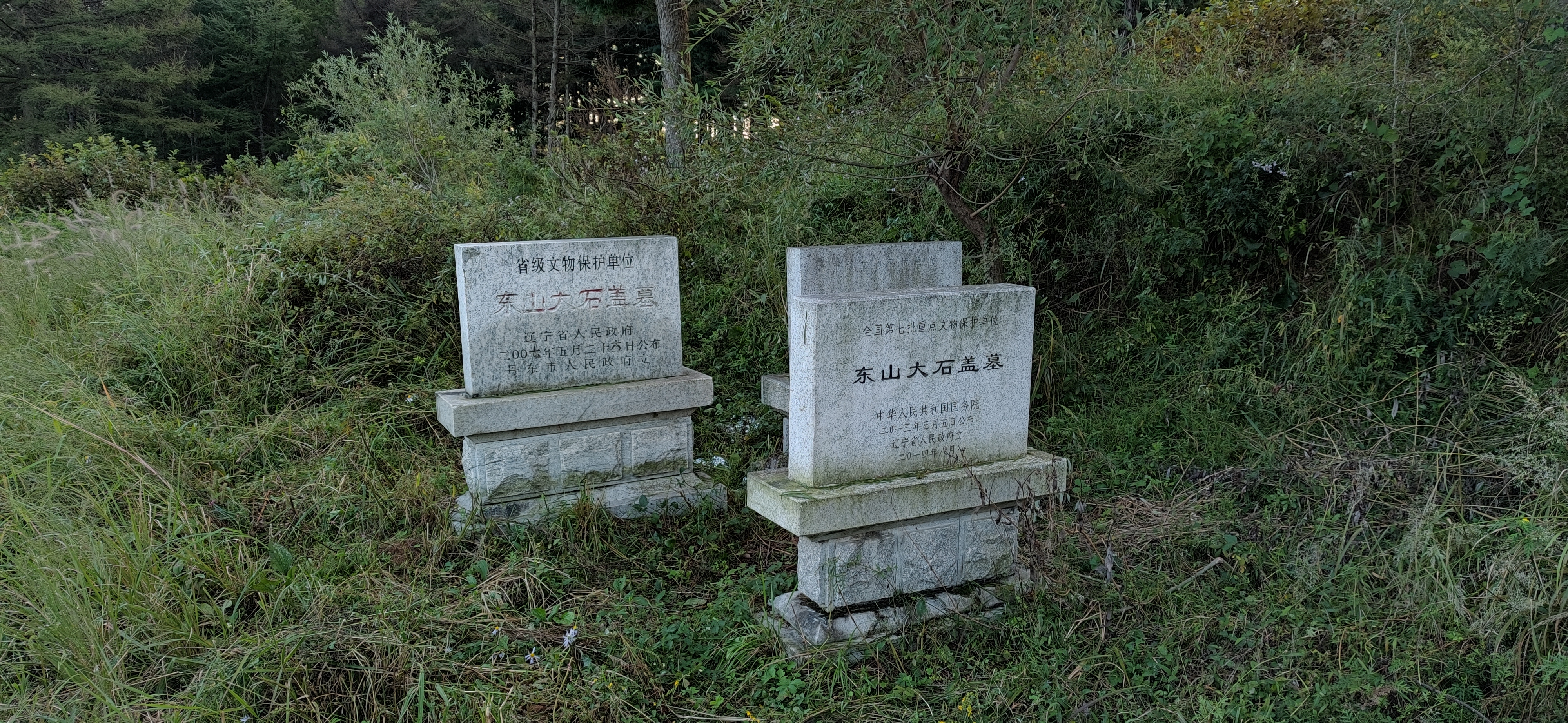
管家东山大石盖墓

草河街道境内有管家村东山大石盖墓，为3000年前商朝时期古墓葬。
此外有山东沟村八组的大坡山明代烽火台、位于爱河村上堡小学西清代神洞山石刻题记等。
街道办事处所在地顾家堡子是1894年甲午中日战争主要战场之一。

## 行政区划
草河街道下辖以下地区：
保卫村、平安村、黄岭村、山东沟村、管家村和爱河村。